# Race of Champions 2011
La Race of Champions 2011 è stata la 24 edizione della manifestazione, e si è svolta dal 3 al 4 dicembre 2011 presso il Esprit Arena di Düsseldorf, in Germania.. La Commerzbank-Arena di Francoforte era stata prevista per la manifestazione, ma dopo la retrocessione dell'Eintracht Frankfurt in seconda divisione tedesca di calcio, lo stadio non poteva più ospitare l'evento in tali date. È stata la seconda volta consecutiva, terza nell'albo d'oro, che l'evento ha avuto luogo in Germania, dopo l'evento 2010 tenutosi a Düsseldorf. Sébastien Ogier ha battuto Tom Kristensen in finale diventando Campione dei Campioni, mentre il Team Germany conquistato per il suo quinto anno consecutivo la Coppa delle Nazioni con la vittoria di Sebastian Vettel e Michael Schumacher. Heinz-Harald Frentzen ha vinto il ROC Legends dopo aver battuto Hans-Joachim Stuck, Marc Duez e Stig Blomqvist.

## Partecipanti
| Paese       | Piloti                       | Campionato                  |
| ----------- | ---------------------------- | --------------------------- |
| All-Stars   | Filipe Albuquerque           | DTM                         |
| All-Stars   | David Coulthard              | DTM                         |
| Francia     | Romain Grosjean              | GP2 Series                  |
| Francia     | Sébastien Ogier              | WRC                         |
| Germania 1  | Michael Schumacher           | Formula One                 |
| Germania 1  | Sebastian Vettel             | Formula One                 |
| Germania 2  | Timo Glock                   | Formula One                 |
| Germania 2  | Timo Scheider                | DTM                         |
| Germania 2  | Martin Tomczyk               | DTM                         |
| Regno Unito | Jenson Button                | Formula One                 |
| Regno Unito | Andy Priaulx                 | ILMC                        |
| Nordic      | Mattias Ekström              | DTM                         |
| Nordic      | Juho Hänninen                | SWRC/IRC                    |
| Nordic      | Tom Kristensen               | ILMC                        |
| Slavic      | Jan Kopecký                  | IRC                         |
| Slavic      | Vitalij Aleksandrovič Petrov | Formula One                 |
| Stati Uniti | Brian Deegan                 | X Games/Traxxas TORC Series |
| Stati Uniti | Travis Pastrana              | X Games/K&N Pro Series East |

## Auto
- Audi R8 LMS
- Škoda Fabia Super 2000
- Volkswagen Scirocco
- ROC Car
- KTM X-Bow
- World Touring Racecar

## Nations Cup

### Gruppo A
| Pos. | Team              | Vittorie | Pilota          | Miglior Tempo |
| ---- | ----------------- | -------- | --------------- | ------------- |
| 1    | Team France       | 4        | Romain Grosjean | 01:12,0632    |
| 1    | Team France       | 4        | Sébastien Ogier | 01:09,9914    |
| 2    | Team Nordic       | 4        | Tom Kristensen  | 01:10,4405    |
| 2    | Team Nordic       | 4        | Juho Hänninen   | 01:11,6632    |
| 3    | SAT1 Team Germany | 3        | Timo Glock      | 01:12,9097    |
| 3    | SAT1 Team Germany | 3        | Timo Scheider   | 01:12,1059    |
| 4    | Team USA          | 1        | Brian Deegan    | 01:13,0723    |
| 4    | Team USA          | 1        | Travis Pastrana | 01:10,6946    |

### Gruppo B
| Pos. | Team           | Vittorie | Pilota             | Miglior Tempo |
| ---- | -------------- | -------- | ------------------ | ------------- |
| 1    | Team GB        | 5        | Jenson Button      | 01:11,6601    |
| 1    | Team GB        | 5        | Andy Priaulx       | 01:10,5006    |
| 2    | Team Germany   | 4        | Michael Schumacher | 01:12,9835    |
| 2    | Team Germany   | 4        | Sebastian Vettel   | 01:10,6851    |
| 3    | Team Slavic    | 2        | Vitaly Petrov      | 01:13,0918    |
| 3    | Team Slavic    | 2        | Jan Kopecký        | 01:09,5144    |
| 4    | Team All Stars | 1        | David Coulthard    | 01:12,4928    |
| 4    | Team All Stars | 1        | Filipe Albuquerque | 01:11,2336    |

### Finals
|  | Semifinali   | Semifinali   | Semifinali   |              |             | Finale      | Finale | Finale |  |
|  |              |              |              |              |             |             |        |        |  |
|  | Team Nordic  | Team Nordic  | 2            |              |             |             |        |        |  |
|  | Team Nordic  | Team Nordic  | 2            |              |             |             |        |        |  |
|  | Team France  | Team France  | 0            |              |             |             |        |        |  |
|  | Team France  | Team France  | 0            |              | Team Nordic | Team Nordic | 0      |        |  |
|  |              |              |              |              | Team Nordic | Team Nordic | 0      |        |  |
|  |              |              | Team Germany | Team Germany | 2           |             |        |        |  |
|  | Team Germany | Team Germany | Team Germany | Team Germany | 2           | 2           |        |        |  |
|  | Team Germany | Team Germany |              |              |             |             |        |        |  |
|  | Team GB      | Team GB      | 1            |              |             |             |        |        |  |

## Race of champions

### Gruppo A
| Pos. | Pilota             | Vittorie | Miglior Tempo |
| ---- | ------------------ | -------- | ------------- |
| 1    | Andy Priaulx       | 3        | 01:09,8853    |
| 2    | David Coulthard    | 2        | 01:09,8525    |
| 3    | Travis Pastrana    | 1        | 01:15,1233    |
| 4    | Filipe Albuquerque | 0        | 01:10,5414    |

### Gruppo B
| Pos. | Pilota          | Vittorie | Miglior Tempo |
| ---- | --------------- | -------- | ------------- |
| 1    | Martin Tomczyk  | 2        | 01:09,2048    |
| 2    | Sébastien Ogier | 2        | 01:09,2197    |
| 3    | Mattias Ekström | 1        | 01:07,5296    |
| 4    | Jan Kopecký     | 1        | 01:09,0827    |

### Gruppo C
| Pos. | Pilota             | Vittorie | Miglior Tempo |
| ---- | ------------------ | -------- | ------------- |
| 1    | Michael Schumacher | 3        | 01:12,9251    |
| 2    | Jenson Button      | 2        | 01:12,2013    |
| 3    | Juho Hänninen      | 1        | 01:15,1227    |
| 4    | Brian Deegan       | 0        | 01:19,0525    |

### Gruppo D
| Pos. | Pilota           | Vittorie | Miglior Tempo |
| ---- | ---------------- | -------- | ------------- |
| 1    | Tom Kristensen   | 2        | 01:10,0113    |
| 2    | Sebastian Vettel | 2        | 01:10,1798    |
| 3    | Romain Grosjean  | 2        | 01:10,6577    |
| 4    | Vitaly Petrov    | 0        | 01:11,2257    |

### Finali
|  | Quarti di finale | Quarti di finale   | Quarti di finale |                |   | Semifinali         | Semifinali | Semifinali |  |  | Finale | Finale          | Finale |
|  |                  |                    |                  |                |   |                    |            |            |  |  |        |                 |        |
|  | 1                | Andy Priaulx       | 0                |                |   |                    |            |            |  |  |        |                 |        |
|  | 8                | Sébastien Ogier    | 1                |                |   |                    |            |            |  |  |        |                 |        |
|  | 8                | Sébastien Ogier    | 1                |                |   | Sébastien Ogier    | 1          |            |  |  |        |                 |        |
|  |                  |                    |                  |                |   | Sébastien Ogier    | 1          |            |  |  |        |                 |        |
|  |                  |                    | Martin Tomczyk   | 0              |   |                    |            |            |  |  |        |                 |        |
|  | 4                | Martin Tomczyk     | Martin Tomczyk   | 0              | 1 |                    |            |            |  |  |        |                 |        |
|  | 4                | Martin Tomczyk     |                  |                | 1 |                    |            |            |  |  |        |                 |        |
|  | 5                | David Coulthard    | 0                |                |   |                    |            |            |  |  |        |                 |        |
|  |                  |                    |                  |                |   |                    |            |            |  |  |        | Sébastien Ogier | 2      |
|  |                  |                    |                  | Tom Kristensen | 0 |                    |            |            |  |  |        |                 |        |
|  | 3                | Michael Schumacher | 1                |                |   |                    |            |            |  |  |        |                 |        |
|  | 6                | Sebastian Vettel   | 0                |                |   |                    |            |            |  |  |        |                 |        |
|  | 6                | Sebastian Vettel   | 0                |                |   | Michael Schumacher | 0          |            |  |  |        |                 |        |
|  |                  |                    |                  |                |   | Michael Schumacher | 0          |            |  |  |        |                 |        |
|  |                  |                    | Tom Kristensen   | 1              |   |                    |            |            |  |  |        |                 |        |
|  | 2                | Tom Kristensen     | Tom Kristensen   | 1              | 1 |                    |            |            |  |  |        |                 |        |
|  | 2                | Tom Kristensen     |                  |                | 1 |                    |            |            |  |  |        |                 |        |
|  | 7                | Jenson Button      | 0                |                |   |                    |            |            |  |  |        |                 |        |